# Fondaco dei Turchi
El fondaco dei Turchi  o fontego dei Turchi en Idioma véneto,  es un edificio histórico italiano situado en el sestiere de Santa Croce de Venecia, al lado del Fondaco del Megio, junto al Gan Canal. 

## Historia
El palacio se construyó en la primera mitad del siglo XIII, en torno a 1225, por encargo de Giacomo Palmieri, cónsul del municipio de Pésaro y reconocido como el fundador de la familia Pesaro veneciana.
En 1381 lo adquirió la República de Venecia con la intención e entregárselo a Niccolò II d'Este, marqués de Ferrara, en recompensa por su apoyo en la Guerra de Chioggia contra la República de Génova. Sin embargo, la posesión de la familia Este fue discontinua, ya que se encontraba al albur de las relaciones políticas entre las Repúblicas marítimas. Finalmente, en 1509, la República entregó el palacio al papa Julio II que lo había solicitado, pasando sucesivamente al papa León X y al obispo de Pula Altobello Averoldi.
En 1527 retorna de nuevo a la Casa de Este, al ser estos otra vez aliados de la República. En 1608 la familia lo vende al cardenal Aldobrandini, quien a su vez se lo venderá en 1618 a Antonio Priuli, elegido dux de Venecia ese mismo año
En 1621 el edificio se convirtió en sede comercial de los mercaderes turcos, para lo que se efectuaron numerosas reformas como la construcción de dormitorios, lavaderos, almacenes, etcétera. Mantuvo esta función desde el siglo XVII al siglo XIX.
Con la extinción de los Pesaro pasó por vía hereditaria a la familia Manin, experimentando el palacio un periodo de decadencia y ruina. Finalmente, en 1860 lo adquirió el Ayuntamiento de Venecia, que tras una profunda y polémica restauración a cargo de Federico Berchet, en 1865, se estableció la sede del Museo Correr, para convertirse en 1923, por iniciativa de Giorgio Silvio Coen, en Museo de Historia Natural.

## Descripción

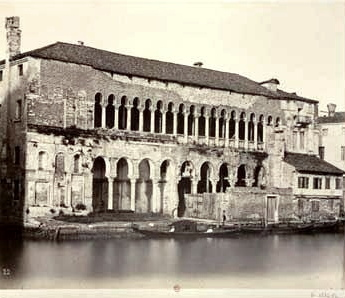
Fondaco dei Turchi, c. 1858, antes de la restauración.

La fachada del edificio está flanqueada por dos torreones, añadidos en la reforma y coronada por una línea de almenas triangulares. El amplio porticado a nivel del Canal, muy apropiado para la carga y descarga de mercancías, es el mayor de Venecia después del Palacio Ducal y deriva de las construcciones de la romanidad tardía.
La restauración de 1869, que se prolongó durante cerca de medio siglo, copió el primitivo estilo bizantino, alternando elementos originales del ruinoso palacio con otros que falsificaban piezas antiguas. Si esta intervención no hubiera sido tan distorsionadora del edificio original, hoy podría hablarse del ejemplo más importante de la arquitectura véneto-bizantina.